# 弗拉季斯拉夫·梅利尼科夫
弗拉季斯拉夫·瓦列里耶维奇·梅利尼科夫（俄语：Владислав Валерьевич Мыльников，2000年9月12日—），俄罗斯男子击剑运动员，2018年世界青年锦标赛男子花剑团体金牌得主、2019年世界青年锦标赛男子花剑团体金牌得主和男子花剑个人银牌得主、2020年夏季奥林匹克运动会男子花剑团体银牌得主。